# 2006 في تشيلي
فيما يلي قوائم الأحداث التي وقعت خلال عام 2006 في تشيلي.

## سياسة

### تعيين في المنصب
- 11 مارس – إدواردو فراي رويز تاجل عضو مجلس الشيوخ من شيلي، President of the Senate of Chile [الإنجليزية]‏.
- 11 مارس – ميشال باشليت رئيس تشيلي.

### انتهاء فترة المنصب
- 11 مارس – إدواردو فراي رويز تاجل عضو مجلس الشيوخ من شيلي.
- 11 مارس – ريكاردو لاغوس رئيس تشيلي.

## برامج ومسلسلات وأنمي
- 31 دقيقة

## وفيات

### ديسمبر
- 10 ديسمبر – أوغستو بينوشيه (مواليد 1915)